# Voltametrija
Voltametrija je dinamična elektrokemijska tehnika, ki se uporablja v analizni kemiji. Pri njej se opazuje odvisnost toka od spreminjajoče se napetosti. Grafični prikaz te odvisnosti imenujemo voltamogram.

## Zgodovina
Dvajsetega leta 20. stoletja je češkoslovaški kemik Jaroslav Heyrovský odkril novo analizno tehniko, ki jo je poimenoval polarografija. Za svoje poskuse je uporabljal kapljajočo živosrebrno elektrodo. Leta 1959 je prejel Nobelovo nagrado za kemijo. Danes je polarografija uvrščena med voltametrične metode, a jo redkeje uporabljamo.
V 40-ih letih 20. stoletja so znanstveniki razvili še trielektrodni sistem, v drugi polovici 20. stoletja pa so za voltametrijo začeli uporabljati različne elektrode, s tem so razvili nove voltametrične metode in postopek delno avtomatizirali s pomočjo računalnika. Zadnja leta se kemiki osredotočajo na razvoj t. i. mikroelektrod.

## Oprema
Pri voltametriji so potrebne tri elektrode, potopljene v raztopino elektrolita, enosmeren vir napetosti in voltmeter z veliko upornostjo. Visoka upornost voltmetra zagotavlja, da električni tok ne teče skozi merilnik in referenčno elektrodo, temveč skozi delovno elektrodo in protielektrodo. Ker se pri nizkih potencialih kisik reducira v vodikov peroksid, ta pa naprej v vodo, elektrolitsko celico prepihujemo z internim plinom.

### Trielektrodni sistem
Opazovane reakcije potekajo znotraj elektrolitske celice, v kateri so tri elektrode:
- delovna elektroda,
- referenčna elektroda in
- protielektroda.

Delovne elektrode so različnih velikosti in oblik. Narejene so iz zlata, platine, ogljikovih vlaken, steklenastega ogljika, diamanta, kositra, indijevega oksida, kovin, obdanih s plastjo živega srebra itd.
Pri referenčni elektrodi je pomembno, da ima konstanten in znan potencial. Najpogosteje uporabljamo srebro-srebrokloridno referenčno elektrodo ali kalomelsko elektrodo.
Na protielektrodi poteka nasproten proces kot na delovni, torej omogoča pretok elektronov.
Prve analitske tehnike so zahtevale samo dve elektrodi. Na eni je potekala redoks reakcija analita, druga pa je hkrati služila kot referenčna elektroda in protielektroda. Ta metoda se ne uporablja več, ker je v drugi elektrodi med potekom nasprotne reakcije tekel tok in s tem napetost ni bila konstanta.

## Voltamogram
Zveza med tokom in napetostjo ni linearna. Če napetost spreminjamo, ima graf toka v odvisnosti od napetosti značilno sigmoidno obliko. Z večanjem napetosti tok eksponentno narašča, dokler se elektroda ne polarizira. Ločimo:
- kinetično polarizacijo (imenujemo jo tudi prenapetost ali aktivacijska polarizacija): do te pride, ker je elektrodni proces hitrejši od transporta reaktanta k elektrodi ali ker ima redoks reakcija visoko aktivacijsko energijo;
- koncentracijsko polarizacijo: je posledica pomanjkanja ionov ob površini elektrode, pri voltametriji je to zaželen pojav, ki povzroča t. i. limitni tok.

Iz limitnega toka lahko razberemo podatke o količini analita v raztopini. Polvalni potencial je potencial, pri katerem tok doseže polovično vrednost limitnega toka, da nam tudi informacijo o vrsti analita (kvalitativna analiza).

### Izračun rezultatov
Pri določanju analita je treba upoštevati kinetične in termodinamske vplive. Najprimernejša enačba je Taflova enačba.
Pri praktičnem delu za določanje koncentracije analita uporabljamo metodo standardnih dodatkov ali umeritveno premico.
Pri metodi standardnih dodatkov najprej izmerimo limitni tok raztopine vzorca, nato dodamo znano množino analita in ponovno pomerimo limitni tok ter s pomočjo razmerja meritev določimo koncentracijo analita v vzorcu. Koncentracijo analita z ekstrapolacijo lahko določimo, če standardni dodatek dodamo večkrat zapored in po vsakem dodatku izmerimo tok.
Za umeritveno premico pomerimo limitne tokove več raztopin z znanimi koncentracijami. Z metodo najmanjših kvadratov izračunamo enačbo premic, v katero nato vstavimo limitni tok raztopine vzorca. Tako dobimo koncentracijo analita v vzorcu. Pred izračunom po navadi analiziramo še slepo raztopino, če so v njej prisotne enake zvrsti, ki jih določimo, potem od limitnega toka za zvrst v vzorcu odštejemo limitni tok za enako zvrsti v slepi raztopini.

## Vrste voltametrije
Glede na različno spreminjanje napetosti skozi čas ločimo več vrst voltametrije. Z uporabo različnih napetostnih profilov dosežemo nižje meje zaznave, večjo ponovljivost in boljšo selektivnost.
Pomembnejše voltamerijske tehnike so: normalo pulzna voltametrija, diferenčna pulzna voltametrija, voltametrija s pravokotnimi pulzi, ciklična voltametrija, voltametrija z rotirajočo elektrodo ter katodna in anodna inverzna voltametrija.

### Pulzna voltametrija
Pri pulzni voltametriji na elektrode v enakih intervalih pritisnemo napetost. Pri normalno pulzni voltametriji je vsak interval višji, sledi mu 1–4 sekunde dolg premor. Posamezen interval je dolg 50–100 milisekund. Meje zaznave normalno pulzne voltametrije so od 10−6 do 10−8 M, saj je v času meritve toka kapacitetni tok manjši od faradayskega.
Diferenčna pulzna voltametrija združuje naraščajočo napetost in njen pravokotni profil. Pulz traja 50–100 milisekund, sledi mu 1–2 sekundno znižanje napetosti. Tok merimo tik pred začetkom in koncem pulza. Tehniko odlikujejo visoka ločljivost, hitrejše snemanje in meje zaznave 10−7 – 10−8 M.
Pri voltametriji s pravokotnimi pulzi napetost pravokotno narašča, pulzi pa so krajši (10 ms) in višji. Sestavljata jih katodni in anodni del: prvi del analit reducira, drugi pa oksidira nazaj. Snemanje je hitrejše, meje zaznave so 10−7 – 10−8 M.

### Ciklična voltametrija
Pri tej voltametriji se napetost trikotno spreminja: najprej linearno narašča (katodni val), nato linearno pada do začetne vrednosti (anodni val). Med katodnim valom se analit reducira, med anodnim pa oksidira. Cikel lahko večkrat ponovimo, celotna meritev lahko traja 1–100 sekund.

### Inverzna voltametrija
Pri inverzni najprej z elektrolizo poskrbimo, da se analit odloži na površini elektrode. Nato napajanje prekinemo, analit zapusti elektrodo in se ponovno raztopi, med tem procesom merimo tok. Pri katodni inverzni voltametriji poteče najprej redukcija (delovna elektroda služi kot katoda), sledi oksidacija analita v izvorno zvrst (delovna elektroda služi kot anoda). Pri anodni inverzni voltametriji sta procesa obrnjena.
Meje zaznave so do 10−12 M, metodo pa odlikujejo ozki vrhovi na voltamogramu.
Za elektrodo ponavadi uporabljamo steklast ogljik, prevlečen z živim srebrom (z njo dosežemo boljšo ločljivost in visoko senzitivnost) ali kapljico živega srebra (ta zagotavlja boljšo ponovljivost metode).

### Amperometrija
Od drugih voltametričnih tehnik se razlikuje  v tem, da je napetost indikatorske elektrode konstantna. To napetost elektrode izberemo v območju limitnega soka. Tehniko uporabljamo za določanje končne točke titracije ali za amperometrične detekcije pri kromatografiranju.

## Uporaba
Z voltametrijo lahko določimo večino kovinskih kationov, primerna je tudi za določanje zemeljskoalkalijskih kovin. Elektrode iz živega srebra so še posebej uporabne, saj se zaradi tvorbe amalgama analit reducira že pri nižjem potencialu od standardnega redukcijskega potenciala.
Z voltametrijo lahko določamo anione (klorid, cianid, sulfid, bromat, dikromat, jodat, vandanat, selenit, nitrit) in nekatere organske spojine (karbonile, karbonske kisline, perokside, epokside, aminokisline, hormone, vitamine, merkaptane ter spojine z nitro, nitrozo ali amino skupino).
Za uspešno delovanje analita je potrebna ustrezna izbira raztopine elektrolita. Nekateri anioni namreč izboljšajo selektivnost metode. Podatke o izboru elektrolita najdemo v literaturi.